# John Howard (atleta)
John Howard (Weno, 21 luglio 1981) è un ex velocista micronesiano.

## Biografia
Nato sull'isola di Chuuk, entra a far parte della nazionale degli Stati Federati di Micronesia dal 2001, partecipando ai Mondiali di Edmonton. Ha inanellato una serie di partecipazioni ai Mondiali nei 100 metri piani ed si è qualificato a due edizioni dei Giochi olimpici ad Atene 2004 e Londra 2012, senza andare oltre la prima gara disputata. In territorio nazionale, ha vinto 6 ori tra le edizioni del 2002 e del 2010 dei campionati micronesiani.
Suo fratello gemello Jack Howard, con cui ha corso nella staffetta 4×100 metri che ha vinto un bronzo ai Giochi del Pacifico 2005 di Suva, ha partecipato ai Giochi olimpici di Pechino 2008 e ai Mondiali di Osaka.

## Palmarès
| Anno | Manifestazione               | Sede        | Evento      | Risultato   | Prestazione | Note                                     |
| ---- | ---------------------------- | ----------- | ----------- | ----------- | ----------- | ---------------------------------------- |
| 2001 | Mondiali                     | Edmonton    | 100 m piani | Batteria    | 11"05       |                                          |
| 2003 | Giochi del Sud Pacifico      | Suva        | 200 m piani | Bronzo      | 21"94       |                                          |
| 2003 | Giochi del Sud Pacifico      | Suva        | 4×100 m     | Bronzo      | 42"12       |                                          |
| 2003 | Mondiali                     | Saint-Denis | 100 m piani | Batteria    | 11"08       |                                          |
| 2004 | Mondiali indoor              | Budapest    | 60 m piani  | Batteria    | 7"02        | Record nazionale                         |
| 2004 | Giochi olimpici              | Atene       | 100 m piani | Batteria    | 10"85       |                                          |
| 2005 | Mini-Giochi del Sud Pacifico | Koror       | 4×100 m     | Bronzo      | 42"83       |                                          |
| 2005 | Mondiali                     | Budapest    | 100 m piani | Batteria    | 11"24       |                                          |
| 2010 | Mondiali indoor              | Doha        | 60 m piani  | Batteria    | 7"30        |                                          |
| 2010 | Campionati oceaniani         | Cairns      | 100 m piani | Semifinale  | dq          |                                          |
| 2010 | Campionati oceaniani         | Cairns      | 200 m piani | Batteria    | 22"59       |                                          |
| 2011 | Mondiali                     | Taegu       | 100 m piani | Preliminare | 11"71       | Miglior prestazione personale stagionale |
| 2011 | Giochi del Pacifico          | Numea       | 100 m piani | Semifinale  | 11"54       |                                          |
| 2011 | Giochi del Pacifico          | Numea       | 200 m piani | Batteria    | 23"20       |                                          |
| 2012 | Mondiali indoor              | Istanbul    | 60 m piani  | Batteria    | dq          |                                          |
| 2012 | Giochi olimpici              | Londra      | 100 m piani | Preliminare | 11"05       |                                          |
| 2013 | Mini-Giochi del Pacifico     | Mata Utu    | 200 m piani | Batteria    | 22"85       |                                          |

## Altre competizioni internazionali
2003
- Oro in Coppa Oceania ( Apia), 100 m piani - 10"86
- Oro in Coppa Oceania ( Apia), 200 m piani - 21"65